# La Bonne Âme du Se-Tchouan
La Bonne Âme du Se-Tchouan (en allemand : Der gute Mensch von Sezuan) est une pièce de théâtre écrite par Bertolt Brecht, commencée en 1938 au Danemark, achevée en 1940 en Suède, avec l'aide de sa collaboratrice Margarete Steffin.
Critique de la religion et du capitalisme, remise en valeur du principe des vertus des Lumières, la pièce met en scène le dilemme d'une jeune fille souhaitant faire le bien, mais dès lors victime de la malice et de l'égoïsme de ses concitoyens, et devenant elle-même corrompue par la nécessité de survie et le système économique capitaliste.

## Résumé
Trois dieux voyagent dans la fameuse région reculée de Chine, le Se-Tchouan (Sichuan). Ceux-ci font la rencontre de Wang, un marchand d'eau, à qui ils demandent un gîte. Wang, après de nombreuses tentatives vaines auprès de la population, pense à Shen Té, une jeune prostituée. Elle accepte de loger les trois dieux pour la nuit.
Pour la récompenser, les dieux lui donnent de l'argent, ce qui permet à la jeune femme de racheter un débit de tabac. C'est alors que les ennuis vont commencer : passer par-dessus la misère, c'est aussi l'affronter. Shen Té va ainsi trouver peu de clients, mais beaucoup de mendiants et des commerçants peu scrupuleux face à qui, magnanime, elle ne parvient pas à refuser l'hospitalité ou les factures qui lui sont tendues.
Ne pouvant plus assumer ses engagements, Shen Té se fait passer pour un prétendu cousin, Shui Ta, censé être un excellent et redoutable homme d'affaires.
À chaque fois que Shen Té sera en difficulté, elle fera appel à ce cousin. Et elle le fera de plus en plus car lui seul parvient à maintenir la rentabilité de l'établissement.

## Contexte historique
La pièce est écrite en 1938, durant la montée du Nazisme dans toute l'Europe. Ayant quitté l'Allemagne à l'arrivée au pouvoir d'Hitler en 1933 et déchu de la nationalité allemande en 1935, Bertolt Brecht s'est réfugié en Scandinavie.

## Mise en scène

### Théâtre épique
La pièce, à l'instar du théâtre épique de Bertolt Brecht, ne respecte pas les règles du théâtre classique, notamment la règle des trois unités de temps et de lieu. En lieu et place, elle propose 10 scènes, appelées tableaux, entrecoupés de 7 courts interludes.

### Distanciation
À plusieurs reprises, des personnages expliquent aux spectateurs un morceau de l'intrigue ou un commentaire de la pièce. Il s'agit de ce que Brecht appelle la distanciation. [réf. souhaitée].

### Le choix du Se-Tchouan
Le Sichuan (anciennement écrit Se-Tchouan) est une province située au centre de la Chine.
La pièce est une parabole, et Berlolt Brecht explique que « [l]a province du Se-Tchouan de la fable représentait tous les lieux où des hommes exploitaient d’autres hommes »[réf. incomplète].
Le monde décrit dans la pièce est contemporain,, tant au niveau du temps que de l'espace, et toujours d'actualité au début du XXIe siècle.

### Personnages
- Shen Té, la jeune prostituée / Shui Ta, le cousin.
- Yang Sun, un aviateur sans emploi.
- Trois dieux.
- Madame Yang, la mère de Yang Sun.
- Wang, marchand d'eau.
- Shu Fu, barbier.
- La propriétaire Mi Tsu.
- La veuve Shin.
- Lin To, menuisier.
- Feng, le fils du menuisier.
- L'agent de police.
- La famille de huit personnes.
- Le marchand de tapis et sa femme.
- Le Bonze.
- Le chômeur.
- Le serveur.
- Les passants du prologue.

## Thématiques de la pièce

### Les conditions de base pour pouvoir poser un acte moral
Bertolt Brecht fait ici la démonstration d'un principe qui lui est cher : permettre à l'homme de s'alimenter est indispensable avant de penser à toute forme de morale. Il est impossible à Shen Té, la Bonne Âme du Se-Tchouan, d'appliquer des principes de bonnes morales face à une misère qui pousse ses voisins à toutes les malices.

« Beaux messieurs, la bouffe vient d'abord, la morale ensuite. »

— Mackie-le-Surineur dans L'Opéra de quat'sous de Bertolt Brecht

« "Comment faire le bien", demande Shen Té aux dieux alors qu'ils prennent congé, et elle ajoute aussitôt : "quand tout est si cher?". Autrement dit, la question de la fin — faire advenir le règne du bien — ne se sépare pas de la question des  moyens. »

— Jean Bellorini, in entretiens avec Daniel Loayza

### Changer le monde et non une personne individuelle
Selon Bernard Dort, la pièce met également l'accent sur l'inadéquation d'agir en changeant l'homme à titre individuel, mais sur la nécessité de changer le monde dans son ensemble. 

### Le rôle des Dieux
Brecht établit également que ce n'est pas vers les Dieux qu'il y a lieu de se tourner pour changer le monde, mais que ce rôle nous revient directement[réf. souhaitée].
Les Dieux peuvent également être interprétés comme l'intervention de la bourgeoisie pour régler les problèmes des classes populaires, par de bonnes intentions, comme donner de l'argent pour se donner bonne conscience.

### Une forte critique du capitalisme et de la religion
Durant toute la pièce, Brecht ne cesse de critiquer le capitalisme. Cette critique est présente dans toute la pièce. Mais on retrouve cette critique plus fortement dans le 8e tableau. En effet, la fabrique de Shui Ta est une sorte de mini microcosme du capitalisme. Shui Ta exploite les ouvriers, les fait vivre dans des conditions inhumaines. Cela rejoint la théorie de Marx sur l'exploitation des prolétaires.

## Représentations
La pièce est présente pour la première fois sur scène à Zurich en 1943, au plein cœur de la seconde guerre mondiale,.
Une mise en scène notable en français a lieu en 1958 au Théâtre de la Cité de Villeurbanne, par Roger Planchon.
Une version française, dans une traduction de François Rey, est filmée en 1990 par Bernard Sobel, avec Sandrine Bonnaire dans le rôle de Shen Té. Elle est jouée au Théâtre de Gennevilliers.
Le Théâtre du Nouveau Monde à Montréal présente en janvier 2017 une version dont la musique originale est signée Philippe Brault, le texte français, Normand Canac-Marquis, et la mise en scène, Lorraine Pintal.
Philippe Brunet-Guezennec monte au Théâtre du Nord-Ouest  en 2024 une version avec 19 comédiens.

## Adaptations
La pièce a fait l'objet de plusieurs adaptations en téléfilm : 
- en 1966 en allemand par Fritz Umgelter sous le titre Der gute Mensch von Sezuan, avec Nicole Heesters dans le rôle de Shen Té, Joachim Teege dans celui de Wang, Kurt Ehrhardt dans celui d'un des dieux[10] ;
- en 1989 en catalan par Josep Montanyès sous le titre La bona persona del Sezuan[11].